# ويليام إم. فيربانك
ويليام إم. فيربانك (بالإنجليزية: William M. Fairbank)‏ هو أستاذ جامعي وفيزيائي أمريكي، ولد في 24 فبراير 1917 في منيابولس في الولايات المتحدة، وتوفي في 30 سبتمبر 1989 في بالو ألتو في الولايات المتحدة.